# Polo delle Scienze Sociali di Novoli

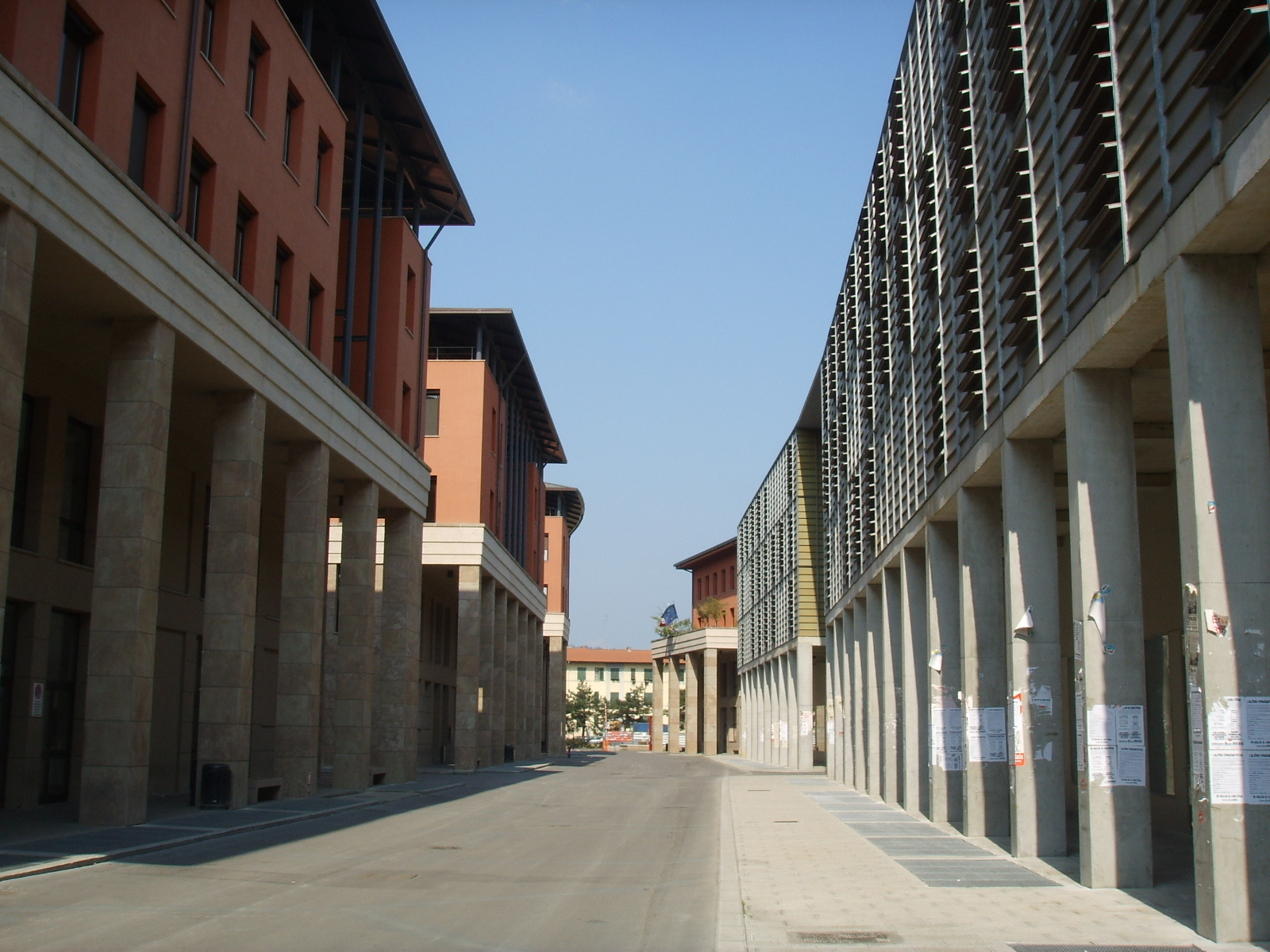
Polo delle scienze sociali: a destra dormitorio degli studenti, a sinistra edificio D6 (Economia), D5 (Scienze Politiche), in fondo a sinistra edificio D4 (Giurisprudenza).

Il Polo Universitario delle Scienze Sociali, situato nel quartiere di Novoli a Firenze, è un centro per la didattica e i servizi di supporto delle Scuole di Economia, Giurisprudenza e Scienze Politiche dell'Università degli Studi di Firenze.

## Storia
È stato costituito nel 2002 ma il progetto architettonico risale agli anni Ottanta.
I sette edifici ospitano le presidenze delle tre Facoltà, i locali per i servizi didattici (le aule e gli auditorium, le sale di lettura per gli studenti, gli studi dei docenti, i laboratori ecc..), i Dipartimenti, il Servizio Informatico di Polo, gli uffici di Polo, la Biblioteca.
Il grande edificio adibito a Biblioteca riunisce l'intero patrimonio librario delle tre Biblioteche di Facoltà e dei Dipartimenti ad esse afferenti, permettendone così una utilizzazione e consultazione senz'altro più funzionale e proficua sia per lo studio che per la ricerca.

### Progetto
Il progetto del polo di Novoli si va ad inserire in un più ampio contesto di riqualificazione urbana della zona di Novoli. Infatti, dal 1940 al 1984, la zona - sede degli stabilimenti Fiat, che si estendevano tra viale Guidoni e via di Novoli - aveva una vocazione prevalentemente industriale. Il Polo, secondo il progetto guida di Leon Krier e il piano di recupero di Roberto Gabetti e Aimaro Isola, è suddiviso in sette edifici, nei quali hanno sede le presidenze, gli edifici per la didattica, per la ricerca, per il centro studentesco e per le segreterie. Viene anche progettata la Biblioteca di Scienze Sociali, che con la sua torre libraria e la loggia aperta sottostante, va a concludere il viale dell'università. In particolar modo, il progetto architettonico del Polo di Novoli è affidato allo studio Natalini Architetti Firenze, di cui fanno parte Adolfo Natalini e il figlio Fabrizio. Gli edifici universitari somigliano a palazzi, caratterizzati da una volumetria semplice e allineati su strade interne al Polo e su strade adiacenti. Il progetto coniuga in sé più funzioni, oltre a quella didattica, quella di punto di socializzazione.  Il Polo di Scienze sociali di Novoli contribuisce a restituire alla zona una centralità urbana, insieme alla realizzazione del Palazzo di Giustizia, del centro commerciale e del parco San Donato.

### Biblioteca
La Biblioteca di Scienze sociali, istituita nel 1999 e originariamente composta da sette biblioteche, dal 9 febbraio 2004 ha inaugurato la sede unica all'interno del campus di Novoli, in cui le collezioni delle diverse aree disciplinari sono state integrate. La struttura, parte del Sistema bibliotecario dell'ateneo fiorentino, serve le aree di economia, diritto, sociologia e politica. La biblioteca ospita l'emeroteca e il Centro di documentazione europea (CDE), istituito nel 1993 grazie ad una convenzione stipulata tra l'Università degli studi di Firenze e la Commissione Europea, ha la finalità di far conoscere le politiche e le problematiche dell'Unione Europea al mondo accademico, mettendo a disposizione di docenti e studenti le principali fonti informative comunitarie. La biblioteca offre circa 1000 postazioni di studio ed è dotata di un'aula attrezzata. I dipinti su lenzuola che arredano la Biblioteca, sono opera dei pittori de l'atelier La Tinaia, un centro nato nel 1975 all'interno dell'Ospedale psichiatrico di San Salvi che si propone come esempio di comunità terapeutica in cui l'arte è praticata liberamente e quotidianamente da un gruppo di malati. Buona parte della collezione della biblioteca è a scaffale aperto (circa 16 km) e una parte della collezione, compresi i libri rari, si trovano in deposito nella torre libraria.